# Polynoe asterolepis
Polynoe asterolepis är en ringmaskart som beskrevs av William Aitcheson Haswell 1883. Polynoe asterolepis ingår i släktet Polynoe och familjen Polynoidae. Inga underarter finns listade i Catalogue of Life.